# Reina Umehara
Reina Umehara (japanisch 梅原 玲奈; * 1. August 1983 in Tokio) ist eine ehemalige japanische Freestyle-Skierin. Sie startete in der Disziplin Skicross.

## Werdegang
Umehara nahm zunächst an internationalen Wettbewerben im Ski Alpin teil und erreichte dabei in der Saison 2002/03 den dritten Platz in der Slalom-Wertung sowie jeweils den zweiten Platz in der Riesenslalom-Wertung sowie in der Gesamtwertung des Far-East-Cups. Bei der Winter-Universiade 2003 in Tarvisio belegte sie den 25. Platz im Slalom, den 20. Rang in der Abfahrt, den 16. Platz im Super G sowie den siebten Platz im Riesenslalom und bei der Winter-Universiade 2005 in Innsbruck den 24. Platz in der Abfahrt, den 11. Rang im Riesenslalom sowie den achten Platz im Super G. Zudem wurde sie bei den Winter-Asienspielen 2003 in der Präfektur Aomori Vierte im Slalom und holte im Riesenslalom die Goldmedaille. Bei japanischen Meisterschaften siegte sie im Jahr 2002 im Riesenslalom und im Jahr 2003 im Slalom. Nach der Saison 2007/08 wechselte sie zum Skicross und nahm im Februar 2009 in Grindelwald erstmals am Freestyle-Skiing-Weltcup teil, wobei sie den 27. Platz errang. In der Saison 2009/10 erreichte sie in der Sierra Nevada mit dem siebten Platz ihre einzige Top-Zehn-Platzierung im Weltcup. In den folgenden Jahren belegte sie bei den Weltmeisterschaften 2011 im Deer Valley den 22. Platz, bei den Weltmeisterschaften 2015 am Kreischberg den 19. Rang und bei den Weltmeisterschaften 2017 in der Sierra Nevada den achten Platz. Außerdem wurde sie in der Saison 2010/11 mit zwei ersten Plätzen Fünfte in der Skicross-Wertung des Nor-Am-Cups und siegte in den Jahren 2012, 2014 sowie 2015 bei den japanischen Meisterschaften im Skicross. In der Saison 2017/18 absolvierte sie im Sunny Valley ihren 72. und damit letzten Weltcup, welchen sie auf dem 16. Platz beendete und erreichte zum Saisonende mit dem 19. Platz im Skicross-Weltcup ihr bestes Gesamtergebnis. Zudem gewann sie im Januar 2018 beim Nor-Am-Cup in Nakiska zweimal und fuhr bei ihrer einzigen Teilnahme an Olympischen Winterspielen im Februar 2018 in Pyeongchang auf den 22. Platz.

## Erfolge

### Olympische Spiele
- 2018 Pyeongchang: 22. Platz Skicross

### Weltmeisterschaften
- 2011 Deer Valley: 22. Platz Skicross
- 2015 Kreischberg: 19. Platz Skicross
- 2017 Sierra Nevada: 8. Platz Skicross

### Weltcupwertungen
| Saison  | Gesamt | Gesamt | Skicross | Skicross |
| Saison  | Platz  | Punkte | Platz    | Punkte   |
| ------- | ------ | ------ | -------- | -------- |
| 2008/09 | -      | -      | 54.      | 4        |
| 2009/10 | 90.    | 5      | 36.      | 56       |
| 2010/11 | 110.   | 2      | 35.      | 25       |
| 2011/12 | 110.   | 5      | 30.      | 49       |
| 2012/13 | 162.   | 4      | 36.      | 40       |
| 2013/14 | 190.   | 3      | 38.      | 30       |
| 2014/15 | 131.   | 3,82   | 32.      | 42       |
| 2015/16 | 124.   | 5,08   | 26.      | 61       |
| 2016/17 | 120.   | 8,46   | 22.      | 110      |
| 2017/18 | 107.   | 11,90  | 19.      | 119      |

### Winter-Universiade
- 2003 Tarvisio: 7. Platz Riesenslalom, 16. Platz Super G, 20. Platz Abfahrt, 25. Platz Slalom
- 2005 Innsbruck: 8. Platz Super G, 11. Platz Riesenslalom, 24. Platz Abfahrt

### Alpiner-Far-East-Cup
- Saison 2002/03: 2. Platz Gesamtwertung, 2. Platz Riesenslalom-Wertung, 3. Platz Slalom-Wertung
- 7 Podestplätze im Far East Cup

### Weitere Erfolge
- Winter-Asienspiele 2003: 1. Platz Riesenslalom, 4. Platz Slalom
- 3 Podestplätze im Freestyle-Skiing-Europacup
- 7 Podestplätze im Freestyle-Skiing-Nor-Am-Cup, davon 4 Siege